# 2 cm Flugzeugabwehrkanone 30
A 2 cm Flugabwehrkanone 30 (rövidítve 2 cm Fla.K. 30 vagy 2 cm FlaK 30) egy német gyártmányú légvédelmi gépágyú volt, melyet különféle német alakulatok használtak a második világháború alatt. A típus nem csak a legelterjedtebb könnyű légvédelmi gépágyú volt, hanem a legnagyobb számban gyártott német tüzérségi eszköz is. A gépágyúnak többféle változata létezett, ezek közül a legjelentősebb a négycsövű Flakvierling 38 volt.

## Fejlesztés

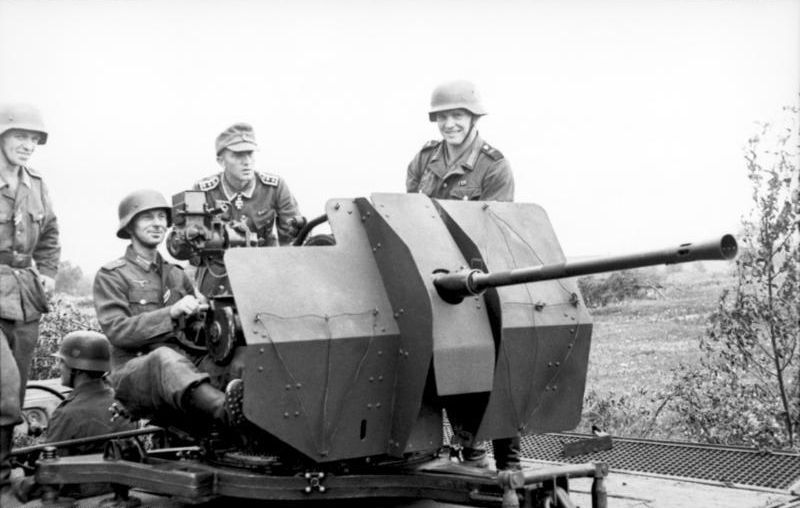
FlaK 38

A németek közvetlenül az első világháború befejezése után rendszeresítették a 2 cm FlaK 28 légvédelmi gépágyút, de a Versailles-i békeszerződés értelmében nem tarthattak hadrendben ilyen típusú fegyvert, így azokat Svájcnak értékesítették.
Az eredeti Flak 30 tervezetét a Solothurn ST–5-ből fejlesztették ki a Kriegsmarine számára, ekkor még 20 mm C/30 jelöléssel. A löveg a 20×138 mm-es Long Solothurn lőszert tüzelte, melyet az ST–5-höz fejlesztettek ki, és egyike volt a legerősebb 20 mm-es lövedékeknek.
A C/30 lövegcsöve 65 kaliberhosszúságú volt, tűzgyorsasága 120 lövedék/perc. A fegyvernek lőszeradagolási problémája volt, emellett gyakran be is ragadt. Ennek oka részben a kisméretű töltényár volt, amely csak 20 darab lövedéket tartalmazott, így a fegyvert gyakran kellett újratölteni. Ennek ellenére a C/30 lett az elsődleges hajófedélzeti légvédelmi gépágyú, amellyel többféle német hajót szereltek fel. A C/30-at emellett kísérleti jelleggel repülőgép fedélzeti fegyvernek is használták, nevezetesen a Heinkel He 112 repülőgépen, ami képes volt átütni a korabeli páncélautók és könnyű harckocsik páncélzatát is.
Ezután a Rheinmetall belefogott a C/30 gyártásába a hadsereg számára 2 cm FlaK 30 jelölés alatt. Alapjában véve megegyezett a C/30-cal, a legnagyobb különbség az állványban rejlett, ami kisebb lett. Harckésszé tételkor a gépágyút leszerelték a kétkerekes futóművéről, majd kurbli segítségével megemelték a talpait. Eredményként egy háromszög alakú alapon állt a fegyver, amelyről bármely irányba tüzelhetett.
A tervezet fő hibája az alacsony tűzgyorsaság volt, mivel a 120 lövés/perces tűzgyorsaság nem volt kielégítő egy 20 mm-es fegyverhez képest. Emiatt a Rheinmetall kifejlesztette a 2 cm FlaK 38 gépágyút, amely alapjában véve megegyezett az alap típussal, de tűzgyorsasága már 220 lövés/percre növekedett, összsúlya pedig 420 kilogrammra csökkent. A FlaK 38-ast 1939-ben rendszeresítették a hadseregnél, illetve a Kriegsmarine-nál C/38 jelöléssel.
Annak érdekében, hogy az ejtőernyős és hegyi alakulatoknak légvédelmi képességet biztosítsanak, megbízták a Mausert, hogy fejlessze ki a FlaK 38 könnyű súlyú változatát, melyet 2 cm Gebirgsflak 38 (2 cm GebFlak 38) néven rendszeresítettek. A fegyver egyik tulajdonsága a drasztikusan leegyszerűsített állványa, amely lényegében egy háromlábú állvány volt, amely a föld felé emelte a gépágyút, illetve emellett lehetővé tette az egyenetlen talajon történő felállítást is. Ezek a változtatások 276 kilogrammra csökkentették a fegyver súlyát. Az új gépágyú gyártása 1941-ben kezdődött, majd 1942-ben került rendszeresítésre.

## Lőszer
A 20×138 mm B lőszer széles választékát fejlesztették ki és alkalmazták a 2 cm FlaK lövegekhez; ezek közül a legfontosabbakat az alább lévő táblázat sorolja fel. Más lőszertípusok és léteztek, ideértve a számos gyakorló lövedéket (Übung vagy Üb. jelöléssel), és néhány páncéltörő típust. Ebben a kaliberben létezett nagy csőtorkolati sebességgel rendelkező volfrám-karbid magvas PzGr 40 lövedék is.
| Német jelölés                                                | Amerikai rövidítés | Töltény súlya [g] | Robbanótöltet                          | Csőtorkolati sebesség [m/s] | Leírás |
| ------------------------------------------------------------ | ------------------ | ----------------- | -------------------------------------- | --------------------------- | --- |
| Sprenggranatpatrone L'spur mit Zerleger                      | HE–T               | 115               | 6,0 g HE (nitropenta)                  | 888                         | Orrgyújtós nyomjelző lövedék, önmegsemmisítés 5,5 másodperc után (2000 méteres távolságban) a nyomjelző végiégése után.        |
| Sprenggranatpatrone L'spur mit Zerleger                      | HE–T               | 120               | 6,6 g HE (nitropenta)                  | 900                         | Nagy robbanóerejű nyomjelző lövedék orrgyújtóval. Önmegsemmisítés nagyjából 2000 méteres távolságban a nyomjelző kiégése után. |
| Brandsprenggranatpatrone L'spur mit Zerleger                 | HEI–T              | 120               | 2,4 g HE (RDX+wax) + 4,1 g gyújtó (Zn) | 950                         | Orrgyújtós nyomjelző lövedék (5 másodperces égéssel), önmegsemmisítéssel                                                       |
| Brandsprenggranatpatrone mit Zerleger                        | HEI                | 120               | 22 g összesen (HE és gyújtó)           | 900                         | Orrgyújtós, nyomjelző nincs, önmegsemmisítő. A nyomjelző hiánya lehetővé teszi a nagy mennyiségű gyúlékony anyag alkalmazását. |
| Panzergranatpatrone L'spur mit Zerleger                      | APHE–T             | 146               | 2,4 g Pentaeritrit-tetranitrát         | 830                         | Nyomjelző lövedék, önmegsemmisítés két másodperc után, a nyomjelző végigégésével (1000 méteres távolságban).                   |
| Panzerbrandgranatpatrone (Phosphor) L'spur ohne Zerleger     | API–T              | 148               | 3,0 g gyújtó (WP)                      | 780                         | Nyomjelző lövedék, gyújtó és önmegsemmisítő funkció nélkül.                                                                    |
| Panzersprenggranatpatrone L'spur mit Zerleger (Kriegsmarine) | APHE–T             | 121               | 3,6 g Pentaeritrit-tetranitrát         | 900                         | Önmegsemmisítés 4,5 másodperc után (1800 méteres távolságban) a nyomjelző kiégése után.                                        |

## Változatok és módosítások
- 2 cm FlaK 30 – vontatott légelhárító löveg kerekes kocsin a szárazföldi erők számára;
- 2 cm-es FlaK C/30 – haditengerészeti légelhárító löveg C/35 platformon ( németül : Lafette C/35 );
- 2 cm Kampfwagenkanone 30 – harckocsiágyú. Módosított csővel (vastagabb csővel és 5 kaliberrel csökkentett hosszal). A sok apró változtatást a fegyvertest felépítésében, elsősorban a fegyverek tankokon és páncélozott járműveken belüli használatának sajátosságai miatt. A páncélozott járművekben való használatra egy speciális, 10 löszeres kis tárat fejlesztettek ki a szokásos 20 löszeres tár helyett.
- G-Wagen I (E) leichte FlaK – légelhárító ágyúvasúti peronon. A gyártás 1941-ben kezdődött, ezt követően két szabványos változatot fejlesztettek ki: a G-Wagen I (E) leichte FlaK és a G-Wagen II (E) leichte FlaK. páncélvonatok, valamint mobil légvédelmi ütegekként használták [1] .
- 2 cm FlaK 38 – vontatott légelhárító löveg kerekes kocsin a szárazföldi erők számára;
- Gebirgs-FlaK 38 – légvédelmi ágyú egy könnyen szétszerelhető változat a hegyi hadviseléshez, amely biztosította a fegyver szállítását nehéz terepen;
- 2 cm FlaK C/38 – légelhárító ágyú hajókra felszerelve;
- 2 cm FlaK-Zwilling 38 – hajóra szerelt iker légvédelmi gépágyú; [2]
- 2 cm-es FlaK-Vierling 38 – négycsövű univerzális légvédelmi ágyú;
- 2 cm-es FlaK 38 Sd.Kfz. 251 platformon. – a fegyver hordozására átalakított páncélozott Sd.Kfz. 251/17 szállítójárművek alvázára épült. [3]
- Flakpanzer 38(t) – önjáró légvédelmi gépágyús harckocsi LT vz. 38 alvázon.
- Flakpanzer IV Wirbelwind – négy csövű önjáró légvédelmi löveg Panzerkampfwagen IV alvázon.
- G-Wagen II (E) leichte FlaK – sínplatformos légelhárító ágyú. Használták páncélvonatok és mobil légelhárító ütegként is [1] .

## Galéria

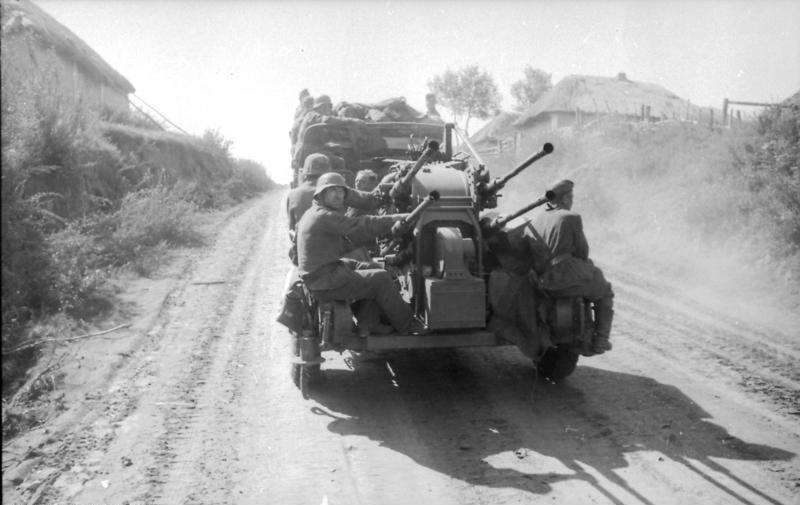
2 cm-es FlaK-Vierling 38 rakott és személyzete vontatáskor; Keleti Front, 1943.
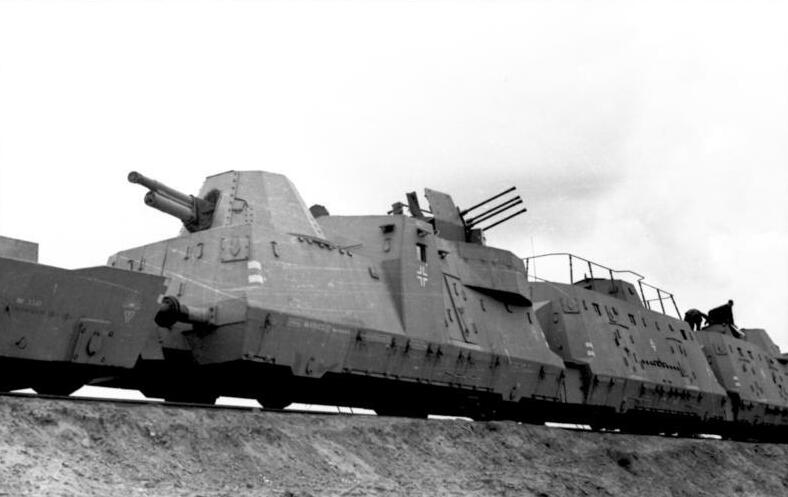
2 cm-es FlaK-Vierling 38 egy BP 42 típusú német páncélvonaton; Keleti Front, 1942-1943
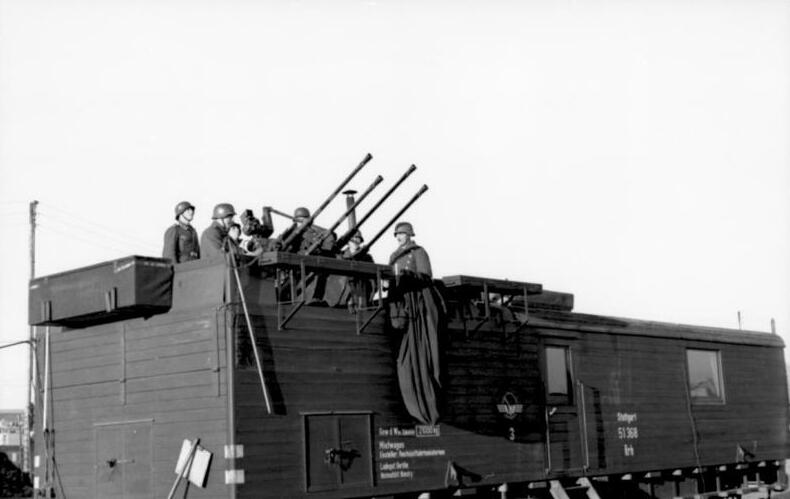
2 cm FlaK-Vierling 38 vasúti kocsin ; Keleti Front, 1942.
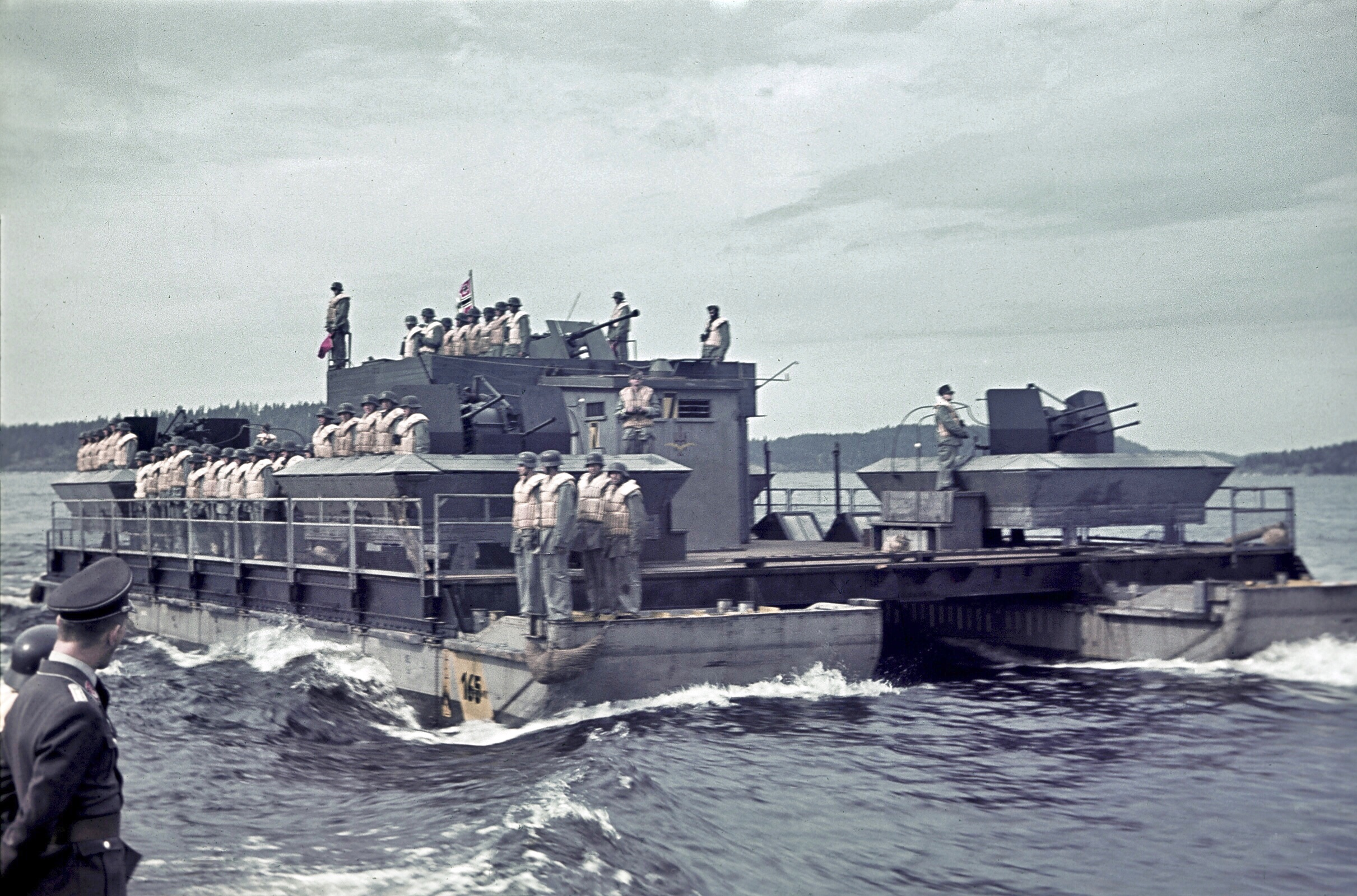
2 cm FlaK-Vierling 38 (вероятно армейские версии)[1] на немецком лёгком боевом пароме ПВО (németül: Leichte Flakkampffähre) Ladoga-tó, a német-olasz-finn flottilla felvonulása 2 cm-es FlaK-Vierling 38 gépágyú egy Siebel típusú német könnyű légvédelmi kompon Lakhdenpohjában 1942. augusztus 13-án.

## Fordítás
- Ez a szócikk részben vagy egészben  a(z)   2 cm Flak 30/38/Flakvierling című angol Wikipédia-szócikk ezen változatának fordításán alapul.  Az eredeti cikk szerkesztőit annak laptörténete sorolja fel. Ez a jelzés csupán a megfogalmazás eredetét és a szerzői jogokat jelzi, nem szolgál a cikkben szereplő információk forrásmegjelöléseként.